# Bernard Thompson
 (octobre 2019).
Si vous disposez d'ouvrages ou d'articles de référence ou si vous connaissez des sites web de qualité traitant du thème abordé ici, merci de compléter l'article en donnant les références utiles à sa vérifiabilité et en les liant à la section « Notes et références ».
Pour les articles homonymes, voir Thompson.
Bernard Thompson est un joueur américain de basket-ball né le 30 août 1962 à Phoenix dans l'Arizona.
Il joue dans le championnat NCAA pour les Bulldogs de Fresno State de 1980 à 1984 puis il est sélectionné en 19e position de la draft 1984 de la NBA par les Trail Blazers de Portland. Il joue ensuite pour les Suns de Phoenix et les Rockets de Houston et termine sa carrière NBA en 1989.